# Joseph d'Hémery
Joseph d'Hémery (1722-1806) est un inspecteur de la Librairie française. Il a rédigé plus de 500 fiches sur les écrivains et les philosophes de son temps, dont Voltaire et Fréron par exemple, sous les ordres de Nicolas René Berryer. 
Joseph d'Hémery se nommait fils d'un négociant de Stenay, dans la Meuse, mais en réalité il serait né « bâtard », fils de Davaux, fermier général du Prince de Condé, et d'une servante. D'Hémery commence sa carrière en tant qu'officier militaire, puis achète une charge d'exempt, (officier chargé des perquisitions, saisies et arrestations, sur les ordres du roi) de la compagnie de lieutenant criminel en robe courte au Châtelet de Paris en 1741, ce qui lui donne des compétences en matière de recueil d'informations et de saisies. En mars 1742, il épouse la fille d'un inspecteur de police, ce qui le rapproche encore plus du domaine policier. Il accumule les fonctions et atteint sa gloire en 1748 : en juin, il devient « inspecteur des ports de Paris » chargé de la surveillance des livres et estampes, puis l'un des quatre « inspecteurs de la librairie » chargés du renseignement et de la surveillance des libraires et colporteurs. Joseph d'Hémery publia trois ensembles réunissant son travail : Journal de la librairie, Historique des auteurs et Historique des libraires.
D'Hémery n'est pas le seul inspecteur du livre à avoir exercé à cette époque, mais sa renommée est de loin la plus fameuse. Dès 1755, il reçoit une pension royale, alors qu'il n'est âgé que de 33 ans. Il obtient en 1776 une croix de Saint-Louis et est intégré aux Invalides à sa retraite. 

## Sources archivistiques
Les Archives nationales de France conservent sous les cotes MC/ET/CXXII/1002-MC/ET/CXXII/1004 des pièces du XVIIIe au XIXe siècle sur les états de ses services (dont des contrats d’acquisition de diverses charges), des mémoires d’ouvrages (de vitrerie, de serrurerie, etc.) concernant sa maison à Belleville, des pièces de procédure contre Pierre Charles Augustin Gueffier, libraire, etc., ainsi que des lettres de son fils Alexandre ou des pièces personnelles concernant son premier mariage avec Madeleine Gabrielle Roussel puis avec Marie Marguerite Lesclapart-Aubin en secondes noces, des constitutions de diverses rentes viagères dont une pour son fils Marie Joseph Charles né le 6 février 1766, etc.